# Monolene mertensi
Monolene mertensi és un peix teleosti de la família dels bòtids i de l'ordre dels pleuronectiformes present des de les costes del golf de Guinea fins a Angola.
Pot arribar als cm de llargària total.